# Isola Shepard
L'isola Shepard è un'isola rocciosa della Terra di Marie Byrd, in Antartide. L'isola, la cui costa meridionale è completamente circondata dai ghiacci della piattaforma glaciale Getz e raggiunge la massima altitudine di 552 m s.l.m. presso la vetta del monte Colburn, si trova davanti alla costa di Hobbs, circa 8 km a ovest della più vasta isola Grant, dove si estende per circa 15 km in direzione est-ovest e per altrettanti chilometri in direzione nord-sud, con una forma grossolanamente circolare.

## Storia
L'isola Shepard è stata osservata per la prima volta da membri del Programma Antartico degli Stati Uniti d'America durante una spedizione svolta tra il 1939 e il 1941. In seguito, essa è stata mappata dallo United States Geological Survey grazie a ricognizioni terrestri dello stesso USGS e a fotografie aeree scattate dalla marina militare statunitense nel periodo 1959-66, e quindi battezzata con il suo attuale nome dal Comitato consultivo dei nomi antartici in onore di John Shepard Jr., uno dei finanziatori della sopraccitata spedizione del Programma Antartico statunitense.